# Finchley Road (stanice metra v Londýně)
Finchley Road je přestupní stanice londýnského metra na rohu ulic Finchley Road a Canfield Gardens v londýnské čtvrti Camden v severozápadním Londýně. Na lince Jubilee line se nachází mezi stanicemi Swiss Cottage a West Hampstead, a na lince Metropolitan Line mezi stanicemi Baker Street a Wembley Park. Stanice je v tarifní zóně 2.
Stanice je 100 metrů jižně od nákupního centra O2 Shopping Centre na ulici Finchley Road. Slouží pro dopravní obsluhu lokalit Frognal a South Hampstead. Nalézá se pět minut chůze od stanice Finchley Road & Frognal na lince Mildmay Line městské železnice London Overground. Organizátor dopravy v Londýně Transport for London umožňuje mezi oběma stanicemi (Finchley Road a Finchley Road & Frognal) přestup, přestože je při přestupu nutné opustit placený prostor.
Stanice je v zářezu zakrytém kompaktní střechou ze skla a kovu a je nejsevernější stanicí pod úrovní ulice na této trase.

## Historie
Stanice byla otevřena dne 30. června 1879 železniční společností Metropolitan Railway (MR, nyní linka Metropolitan Line) při prodloužení trasy ze stanice Swiss Cottage (nyní již uzavřené, odlišné od současné stanice Swiss Cottage na lince Jubilee line). V roce 1914 byla stanice přestavěna se vstupy začleněnými do nové uliční fronty obchodů.
V polovině 30. let 20. století začala linka Metropolitan line trpět přetížením hlavních tras ze severozápadního Londýna, jež bylo způsobeno omezenou kapacitou tratí mezi stanicemi Finchley Road a Baker Street. Ke zmírnění této kongesce byly raženy nové úseky hlubokých tunelů metra mezi stanicemi Finchley Road a Baker Street, aby převzaly část dopravní zátěže z větve Stanmore a stanic jižně od stanice Wembley Park. Tyto nové tunely byly otevřeny 20. listopadu 1939 a od té doby byla stanice Finchley Road obsluhována také vlaky linky Bakerloo Line coby její větev Stanmore, která vedla ze stanice Baker Street právě v těchto nových tunelech. Provoz na této větvi linky Bakerloo Line byl následně převeden na linku Jubilee Line, když byla tato linka otevřena 1. května 1979.
Finchley Road se jmenovalo také nedaleké vlakové nádraží společnosti Midland Railway, které bylo uzavřeno v roce 1927. Pozůstatky jeho nástupišť jsou vidět z vlaků železniční sítě Thameslink, které jezdí na trati Midland Main Line.
Analýza půdy vytěžené při ražení tunelů směrem ke stanici odhalila, že její polohu protínal jižní okraj ledovce, který pokrýval Británii v jedné z dob ledových, což bylo názorně zobrazeno v epizodě 3 (Ice Age) dokumentárního televizního seriálu BBC z roku 2004 British Isles: A Natural History (Přírodopis Britských ostrovů).

## Provoz
Stanice Finchley Road je obsluhována linkami Jubilee Line a Metropolitan Line londýnského metra.
Vlaky linky Jubilee Line zastavují ve všech stanicích mezi stanicemi Finchley Road a Wembley Park. Frekvence vlaků mezi konečnými stanicemi Stanmore a Stratford je 16 vlaků za hodinu.
Vlaky linky Metropolitan Line zastavují ve všech stanicích mezi konečnými stanicemi Aldgate a Baker Street a stanicí Finchley Road, a dále mezi stanicemi Finchley Road a Wembley Park (paralelní trasa s linkou Jubilee line) žádný vlak linky Metropolitan Line nezastaví. Za stanicí Wembley Park jsou ve špičce provozovány některé vlaky linky Metropolitan Line směřující z/na severozápad Londýna a z/do některých stanic za hranice Velkého Londýna jako expresní nebo poloexpresní, tzn. že zastavují jenom v některých stanicích tohoto úseku z/do konečných stanic Chesham, Amersham, Watford a Uxbridge.

## Dopravní návaznost
Stanici obsluhují autobusové linky 13, 113, 187, 268 a C11 a noční linka N113.
| Rok  | Počet cestujících |
| ---- | ----------------- |
| 2011 | 8,98 mil          |
| 2012 | 9,37 mil          |
| 2013 | 9,90 mil          |
| 2014 | 10,06 mil         |
| 2015 | 9,95 mil          |
| 2016 | 10,00 mil         |
| 2017 | 9,63 mil          |

## Galerie

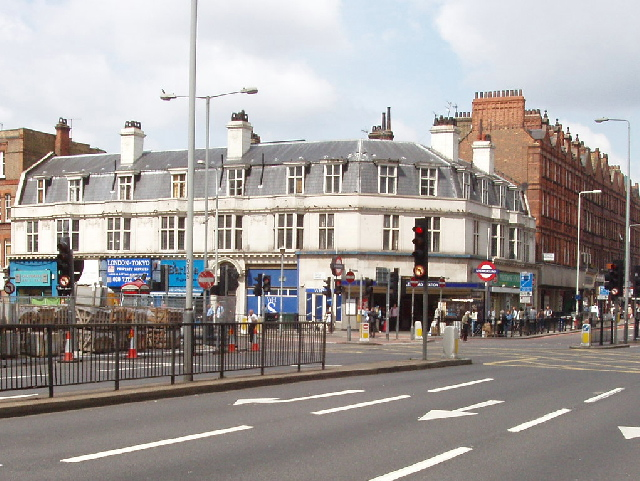
Vchod do stanice (současný stav)
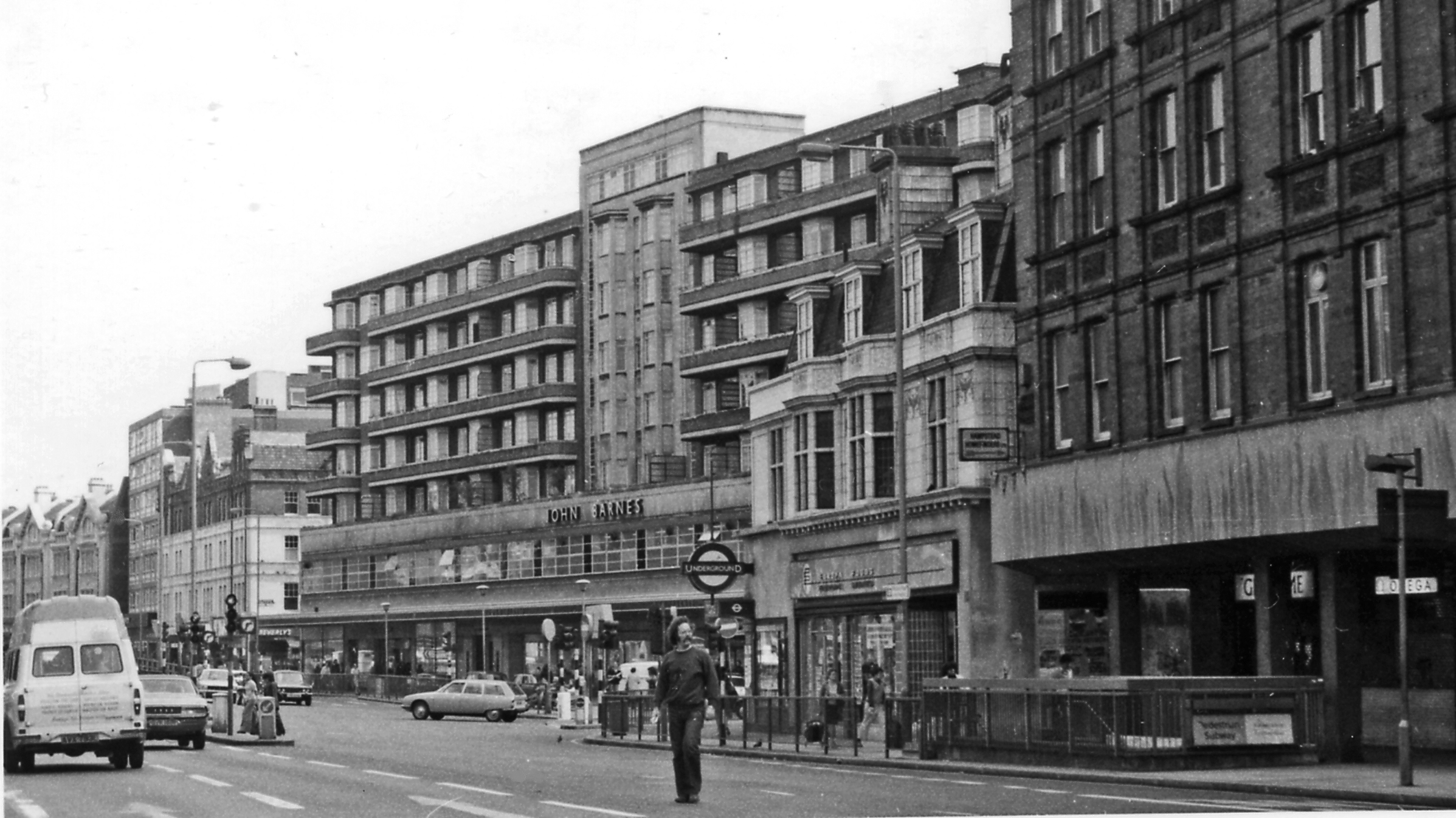
Vchod do stanice (1978)
Uzavřené stanice linky Metropolitan line mezi stanicemi Baker Street a Finchley Road
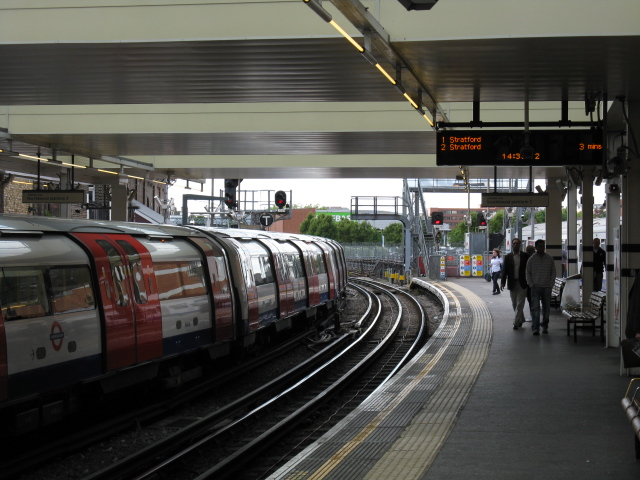
Pohled na sever podél nástupišť linky Jubilee line
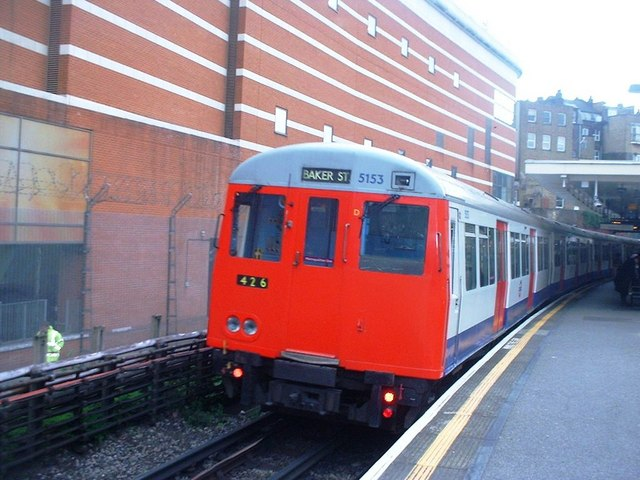
Odjíždějící vlak linky Metropolitan line ve směru na jih do stanice Baker Street
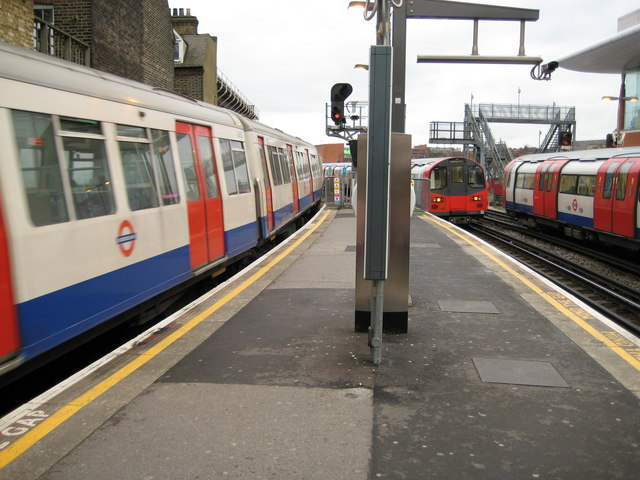
Vlevo vlak linky Metropolitan line směřující na sever do stanice Wembley Park, vpravo odjíždějící vlak linky Jubilee line směřující na sever do stanice West Hampstead, úplně vpravo stojí ve stanici vlak linky Jubilee line směřující na jih do stanice Swiss Cottage